# Wedelolactona
Wedelolactona con fórmula química C16H10O7, es un compuesto químico orgánico clasificado como un Coumestan que se produce en Eclipta alba (falsa margarita) y en Wedelia calendulacea.